# Entomodestes
Genre
Le genre Entomodestes regroupe des oiseaux appartenant à la famille des Turdidae.

## Liste d'espèces
Selon la classification de référence du Congrès ornithologique international (version 2.9, 2011), ce genre comprend deux espèces :
- Entomodestes coracinus - Grive coracine
- Entomodestes leucotis - Grive oreillarde